# يوجين هاوغلاند
يوجين هاوغلاند (بالنرويجية البوكمول: Eugen Haugland)‏ هو لاعب قفز طويل نرويجي، ولد في 12 يوليو 1912 في ستافانغر في النرويج، وتوفي في 21 أكتوبر 1990 في هاوغسوند في النرويج.

## وصلات خارجية
- يوجين هاوغلاند على موقع الاتحاد الدولي لألعاب القوى (الإنجليزية)
- يوجين هاوغلاند على موقع أوليمبيديا (الإنجليزية)